# Instituut voor Nederlandse Geschiedenis
Das Instituut voor Nederlandse Geschiedenis (abgekürzt ING; deutsch Institut für niederländische Geschichte) ist eine Forschungseinrichtung der Nederlandse Organisatie voor Wetenschappelijk Onderzoek (NWO). Das Institut befindet sich in Den Haag im Gebäude der Königlichen Bibliothek der Niederlande.
Das Institut wurde 1902 als Commissie voor de ‘s Rijks Geschiedkundige Publicatien (Kommission für geschichtliche Veröffentlichungen des Reiches) gegründet. Es unterstützt die historische Forschung der Niederländischen Geschichte durch die Veröffentlichung von Quellenangaben, Untersuchungsberichten, Datenbanken und Nachschlagwerken. Seit 1902 sind rund 450 Werke erschienen. Dazu gehören: 
- das biografische Lexikon der Niederlande (Biografisch Woordenboek van Nederland),
- das digitale Frauenlexikon der Niederlande (Digitaal Vrouwenlexicon van Nederland),
- die digitale Bibliografie der niederländischen Geschichte (Digitale Bibliografie van de Nederlandse Geschiedenis),
- der Briefwechsel Johan Rudolf Thorbeckes.

Die Ausgaben in Buchform sind im niederländischen Buchhandel erhältlich. Heutzutage publiziert das ING indes vornehmlich online auf der Webseite des Instituts; die dort abrufbaren Informationen sind kostenlos.